# کوران هوا
کوران هوا (بادکش) جریان نسبتاً یکنواخت هوایی است که در محیط‌های سربسته اتفاق می‌افتد. این حرکت پایدار هوا با کشش از سویی و خروج (مکش) از سوی دیگر (مثلاً دو پنجره در دو سوی مختلف ساختمان) به دلیل اختلاف فشار و دما روی داده که سبب کشش و انتقال دما، تغییر و افت ناگهانی دما در بدن انسان، حیوانات خانگی و هم چنین گیاهان شده و ممکن است زمینه بیماری‌های عفونی و ناخوشی‌های دیگر را در اشخاصی فراهم سازد.
البته از این جریان هوا می‌توان به شکل مثبتی نیز استفاده کرد برای نمونه در مناطق گرمسیری ایران سیستم بادگیرها بر همین اساس ساخته شده‌اند که تکنولوژی منحصربفرد باستانی جهت جریان هوا از روی حوض تعبیه شده در حیاط و خنک کردن و همچنین رطوبت دهی محیط خانه بوده‌است که روی خوش این حرکت و جریان هواست.

## واژه‌شناسی
واژه فرانسوی (Courant) به معنی جریان هوا و به همه نوع آن گفته می‌شود ولی این واژه چند سالی است در فارسی (با کمی تفاوت از معنی آن در زبان فرانسوی) به شکل تخصصی در علوم معماری استفاده می‌گردد و به معنی عبور آزادانه، یکنواخت و نسبتاً سریع جریان هوا از پنجره‌ای یا هر حفره ای به پنجرهٔ یا حفره دیگر در محیط سربسته مانند اتاق گفته می‌شود که موجب جدا شدن لایه هوای گرم و مرطوب از اطراف بدن ساکنین می‌گردد. در زبان زرتشتیان مبارکه دقیقاً این باد را وُزگاه (Vozgah) می‌نامند. در این گویش وُز به معنی باد است و گاه احتمالاً اشاره به شمال دارد. و گاهی به شکل عامیانه آن را وش وش (Vesh Vesh) نیز می‌نامند. با این همه باد دبور نیز در ادبیات پارسی و عربی بکار گرفته شده‌است. همچنان کش باد، باد خور بری، خنک باد یا بادگشا نیز می‌توانند جانشین پارسی این واژه قرار گیرند.